# Dendrobium cyanocentrum
Dendrobium cyanocentrum är en orkidéart som beskrevs av Rudolf Schlechter. Dendrobium cyanocentrum ingår i släktet Dendrobium, och familjen orkidéer. Inga underarter finns listade i Catalogue of Life.

## Bildgalleri

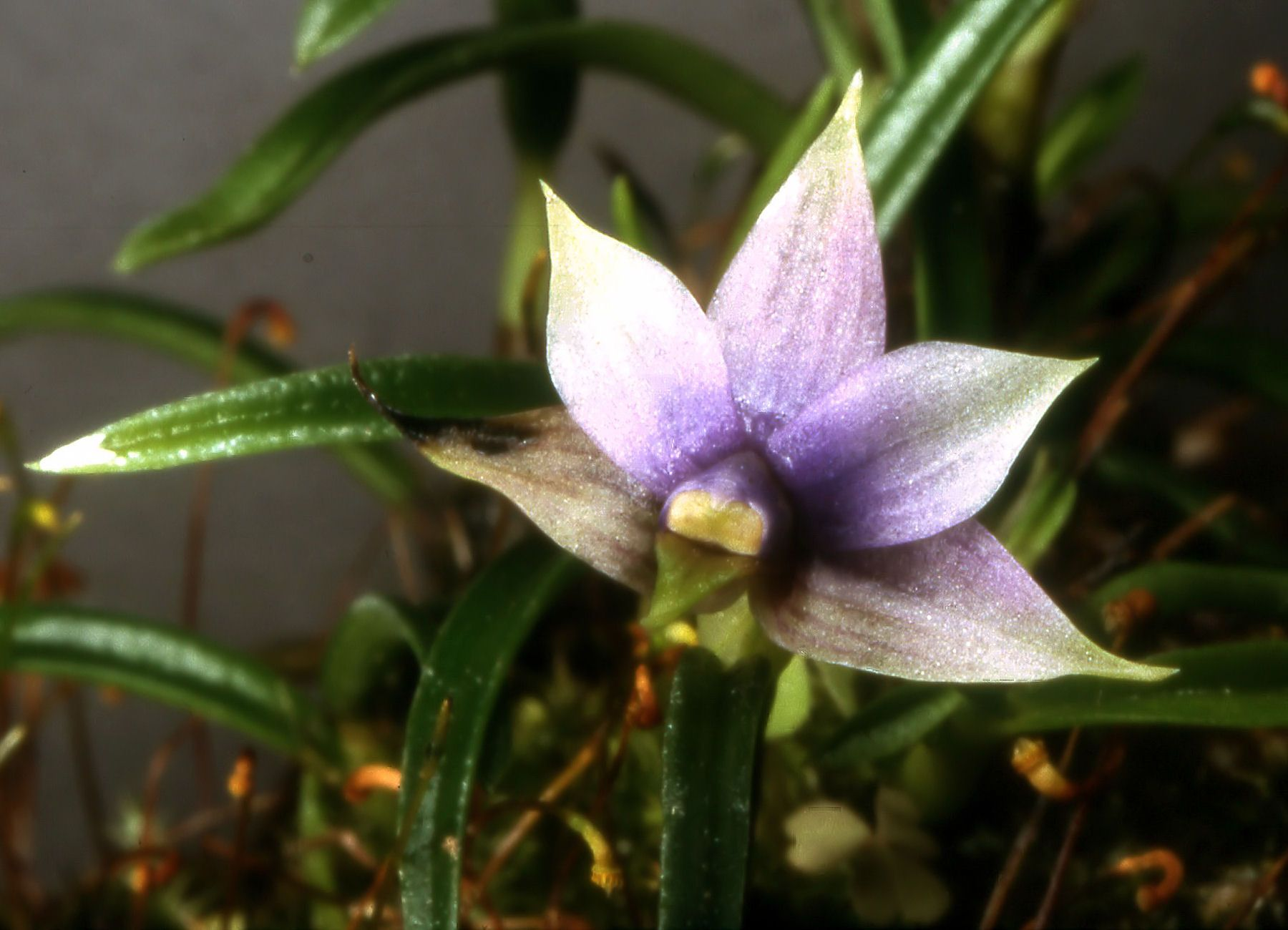